# Notopeplum raywalkeri
Notopeplum raywalkeri is een slakkensoort uit de familie van de Volutidae. De wetenschappelijke naam van de soort werd voor het eerst geldig gepubliceerd in 2013 door H. Morrison.